# Marcel Denis (bienheureux)
Pour les articles homonymes, voir Marcel Denis et Denis.
Marcel Denis, né à Alençon le 7 août 1919, et enlevé en juillet 1961 au Laos (présumé officiellement mort le 15 décembre 1962), est un prêtre catholique français qui fut missionnaire et martyr au Laos et déclaré bienheureux par l'Église catholique en 2016.

## Biographie
Deuxième d’une famille de trois enfants dont le père est employé à la SNCF et la mère est au foyer, il est baptisé trois jours plus tard à l’église Saint-Pierre de Montsort. Il fait ses études primaires à l'école communale de Montsort, puis rejoint le petit séminaire de Sées à l'âge de 13 ans. Il entre en 1942, alors que le pays est sous l'occupation allemande au séminaire des Missions étrangères de Paris. Il y est ordonné prêtre le 22 avril 1945, après avoir accompli son service militaire. Il avait une grande dévotion pour sainte Thérèse de l'Enfant-Jésus, patronne des missions et native d'Alençon, comme lui.

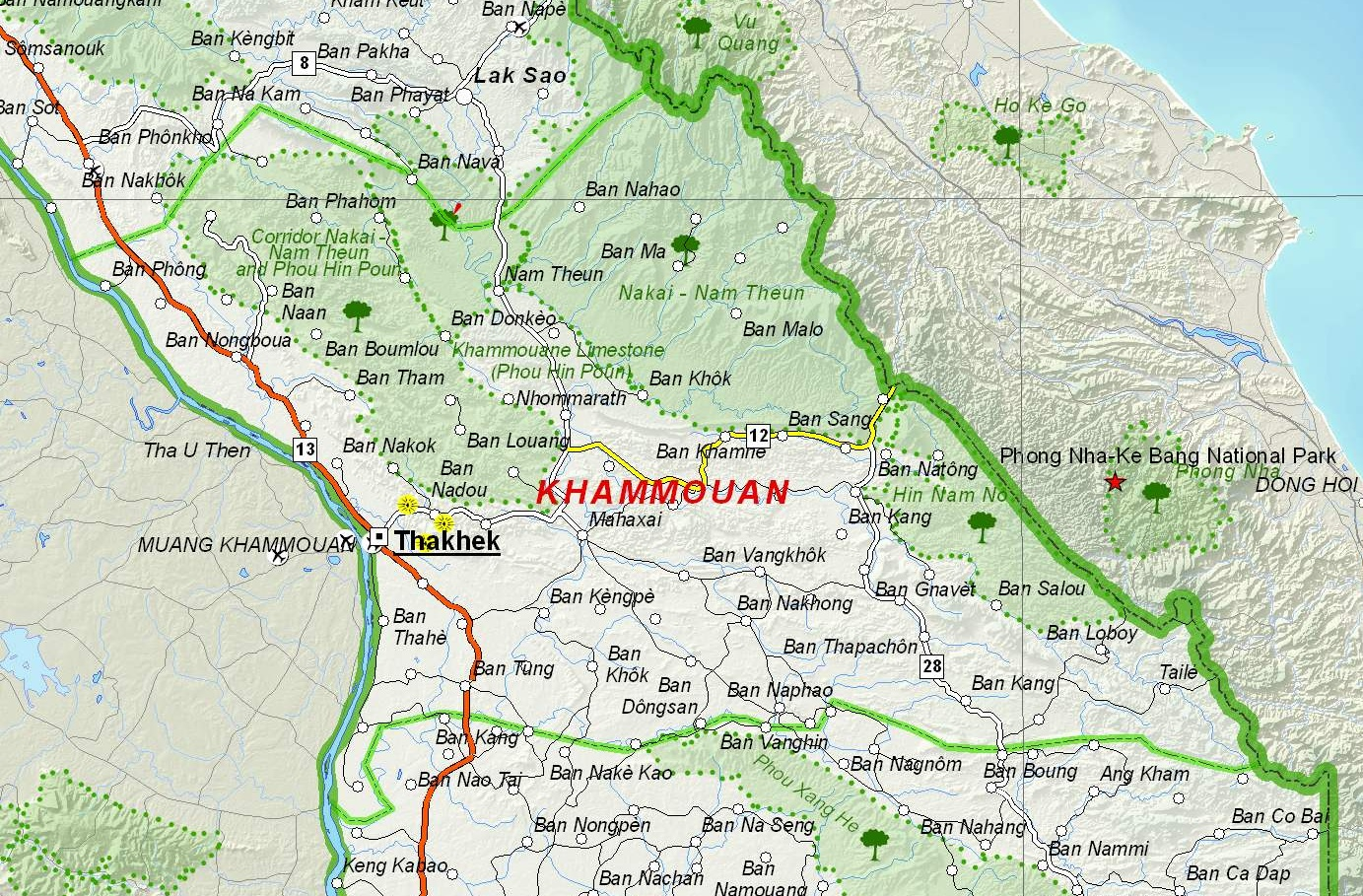
Carte de la province de Khammouane.

Il reçoit sa mission pour la région de Thakhek en plein milieu du Laos et part le 23 mars 1946 en bateau de Marseille avec d'autres missionnaires. Il apprend d'abord la langue locale jusqu'en 1948. Après avoir été occupé par l'armée japonaise, le pays, qui fait partie de l'Indochine française, est miné par les infiltrations communistes et le début de la guerre d'Indochine. Il est envoyé à la mission de Dong Makba dans la plaine. À partir de 1952, il est envoyé vers les zones intérieures du Khammouane. Il s’établit à Maha Prom. Il fonde des écoles et des églises de mission, évangélise les populations locales, forme des catéchistes et soigne les malades, parcourant la région à cheval, puis en jeep. La guerre civile éclate en 1953. Dans une de ses lettres, il se confie: Je mets le Bon Dieu de la partie et Il se charge bien de nous montrer qu'Il est là. Je prêche à droite et les conversions viennent à gauche... Pas moyen de s'attribuer le passé ni le présent – encore moins l'avenir !
En 1961, la guérilla du Pathet Lao lance une opération de grande envergure, mais il décide de rester parmi ses fidèles. Il apprend le 17 avril 1961 que le village de Phon Saat, à 30 kilomètres environ de Thakhek, est menacé par les bandes armées communistes. Il avait laissé là son catéchiste Unla et sa famille. Il juge donc nécessaire d'aller le couvrir; il y a été arrêté. On sait qu'il est enlevé en juillet suivant. Il aurait été fusillé le 31 juillet 1961. Il est présumé mort officiellement le 15 décembre 1962.
Il est béatifié le 11 décembre 2016 avec les seize autres martyrs du Laos (dont dix autres prêtres français, un prêtre italien, un prêtre laotien et quatre laïcs laotiens). La cérémonie est célébrée par le cardinal Orlando Quevedo O.M.I.  en la cathédrale de Vientiane.